# UCI WorldTour de 2018
O UCI WorldTour de 2018 foi a oitava edição do máximo calendário ciclista a nível mundial baixo a organização da UCI.
O calendário teve 37 corridas, mantendo as mesmas corridas que a edição anterior. Começou a 16 de janeiro com a disputa do Tour Down Under em Austrália e finalizou a 21 de outubro com o Tour de Guangxi na República Popular da China.

## Equipas
Veja-se UCI World Team
Para o 2018 as equipas UCI World Team são 18, igual número que a edição anterior. Para esta temporada na máxima categoria mudaram de nome por rendimento de novos patrocinadores as equipas EF Education First-Drapac e Mitchelton-Scott.
| Código UCI | Equipa                          |
| ---------- | ------------------------------- |
| ALM        | Ag2r La Mondiale                |
| AST        | Astana Pro Team                 |
| BMC        | BMC Racing Team                 |
| BOH        | Bora-Hansgrohe                  |
| DDD        | Team Dimension Data             |
| EFD        | EF Education First-Drapac       |
| GFC        | Groupama-FDJ                    |
| LTS        | Lotto Soudal                    |
| MOV        | Movistar Team                   |
| MTS        | Mitchelton-Scott                |
| QST        | Quick-Step Floors               |
| SKY        | Team Sky                        |
| SUN        | Team Sunweb                     |
| TBM        | Bahrain Merida Pro Cycling Team |
| TKA        | Team Katusha-Alpecin            |
| TFS        | Trek-Segafredo                  |
| TLJ        | Team LottoNL-Jumbo              |
| UAD        | UAE Team Emirates               |

## Corridas
| UCI World Tour de 2018 | UCI World Tour de 2018 | UCI World Tour de 2018            | UCI World Tour de 2018 | UCI World Tour de 2018 |
| Data                   | País                   | Corrida                           | Vencedor               |                        |
| ---------------------- | ---------------------- | --------------------------------- | ---------------------- | ---------------------- |
| 16 – 21 jan.           | Austrália              | Tour Down Under                   | Daryl Impey            |                        |
| 28 jan.                | Austrália              | Cadel Evans Great Ocean Road Race | Jay McCarthy           |                        |
| 21 – 25 fev.           | Emirados Árabes Unidos | Abu Dhabi Tour                    | Alejandro Valverde     |                        |
| 24 fev.                | Bélgica                | Omloop Het Nieuwsblad             | Michael Valgren        |                        |
| 3 mar.                 | Itália                 | Strade Bianche                    | Tiesj Benoot           |                        |
| 4 – 11 mar.            | França                 | Paris-Nice                        | Marc Soler             |                        |
| 7 – 13 mar.            | Itália                 | Tirreno-Adriático                 | Michał Kwiatkowski     |                        |
| 17 mar.                | Itália                 | Milão-Sanremo                     | Vincenzo Nibali        |                        |
| 19 – 25 mar.           | Espanha                | Volta à Catalunha                 | Alejandro Valverde     |                        |
| 23 mar.                | Bélgica                | E3 Saxo Bank Classic              | Niki Terpstra          |                        |
| 25 mar.                | Bélgica                | Gante-Wevelgem                    | Peter Sagan            |                        |
| 28 mar.                | Bélgica                | Através de Flandres               | Yves Lampaert          |                        |
| 1 abr.                 | Bélgica                | Volta à Flandres                  | Niki Terpstra          |                        |
| 2 – 7 abr.             | Espanha                | Volta ao País Basco               | Primož Roglič          |                        |
| 8 abr.                 | França                 | Paris-Roubaix                     | Peter Sagan            |                        |
| 15 abr.                | Países Baixos          | Amstel Gold Race                  | Michael Valgren        |                        |
| 18 abr.                | Bélgica                | Flecha Valona                     | Julian Alaphilippe     |                        |
| 22 abr.                | Bélgica                | Liège-Bastogne-Liège              | Bob Jungels            |                        |
| 24 – 29 abr.           | Suíça                  | Volta à Romandia                  | Primož Roglič          |                        |
| 1 mai.                 | Alemanha               | Grande Prémio de Frankfurt        | Alexander Kristoff     |                        |
| 4 – 27 mai.            | Itália                 | Giro d'Italia                     | Chris Froome           |                        |
| 13 – 19 mai.           | Estados Unidos         | Volta a Califórnia                | Egan Bernal            |                        |
| 3 – 10 jun.            | França                 | Critérium du Dauphiné             | Geraint Thomas         |                        |
| 9 – 17 jun.            | Suíça                  | Volta à Suíça                     | Richie Porte           |                        |
| 7 – 29 jul.            | França                 | Tour de France                    | Geraint Thomas         |                        |
| 29 jul.                | Reino Unido            | RideLondon-Surrey Classic         | Pascal Ackermann       |                        |
| 4 – 10 ago.            | Polónia                | Volta à Polónia                   | Michał Kwiatkowski     |                        |
| 4 ago.                 | Espanha                | Clássica de San Sebastián         | Julian Alaphilippe     |                        |
| 13 – 19 ago.           | Países Baixos          | Benelux Tour                      | Matej Mohorič          |                        |
| 19 ago.                | Alemanha               | Clássica de Hamburgo              | Elia Viviani           |                        |
| 25 ago. – 16 set.      | Espanha                | Volta a Espanha                   | Simon Yates            |                        |
| 26 ago.                | França                 | Bretagne Classic                  | Oliver Naesen          |                        |
| 7 set.                 | Canadá                 | Grande Prêmio de Quebec           | Michael Matthews       |                        |
| 9 set.                 | Canadá                 | Grande Prêmio de Montreal         | Michael Matthews       |                        |
| 9 – 14 out.            | Turquia                | Volta à Turquia                   | Eduard Prades          |                        |
| 13 out.                | Itália                 | Giro di Lombardia                 | Thibaut Pinot          |                        |
| 16 – 21 out.           | China                  | Tour de Guangxi                   | Gianni Moscon          |                        |

## Classificações
Esta é a classificação oficial do Ranking WorldTour de 2018 depois da disputa do Tour de Guangxi:
Nota: ver Baremos de pontuação

### Classificação individual
| Posição | Corredor           | Equipa            | Pontos  |
| ------- | ------------------ | ----------------- | ------- |
| 1.º     | Simon Yates        | Mitchelton-Scott  | 3072    |
| 2.º     | Peter Sagan        | Bora-Hansgrohe    | 2992    |
| 3.º     | Alejandro Valverde | Movistar          | 2609    |
| 4.º     | Geraint Thomas     | Sky               | 2534,25 |
| 5.º     | Greg Van Avermaet  | BMC Racing        | 2442,14 |
| 6.º     | Elia Viviani       | Quick-Step Floors | 2399    |
| 7.º     | Michael Matthews   | Sunweb            | 2393,19 |
| 8.º     | Julian Alaphilippe | Quick-Step Floors | 2161,12 |
| 9.º     | Chris Froome       | Sky               | 1976,68 |
| 10.º    | Tom Dumoulin       | Sunweb            | 1975,62 |

| Posições 11º ao 20º | Posições 11º ao 20º | Posições 11º ao 20º | Posições 11º ao 20º |
| Posição             | Corredor            | Equipa              | Pontos              |
| ------------------- | ------------------- | ------------------- | ------------------- |
| 11.º                | Primož Roglič       | LottoNL-Jumbo       | 1951                |
| 12.º                | Michael Valgren     | Astana              | 1803                |
| 13.º                | Miguel Ángel López  | Astana              | 1610                |
| 14.º                | Romain Bardet       | Ag2r La Mondiale    | 1530                |
| 15.º                | Oliver Naesen       | Ag2r La Mondiale    | 1516                |
| 16.º                | Michał Kwiatkowski  | Sky                 | 1515,25             |
| 17.º                | Thibaut Pinot       | Groupama-FDJ        | 1500                |
| 18.º                | Tim Wellens         | Lotto Soudal        | 1480                |
| 19.º                | Jasper Stuyven      | Trek-Segafredo      | 1459                |
| 20.º                | Steven Kruijswijk   | LottoNL-Jumbo       | 1456                |

### Classificação por equipas
Esta classificação calcula-se somando os pontos de todos os corredores da cada equipa. As equipas com o mesmo número de pontos classificam-se de acordo a seu corredor melhor classificado.
| Posição | Equipa            | Pontos   |
| ------- | ----------------- | -------- |
| 1.º     | Quick-Step Floors | 13385,97 |
| 2.º     | Sky               | 10213    |
| 3.º     | Bora-Hansgrohe    | 9180     |
| 4.º     | BMC Racing        | 8779,97  |
| 5.º     | Mitchelton-Scott  | 8660,03  |
| 6.º     | Astana            | 7859     |
| 7.º     | Bahrain Merida    | 7409     |
| 8.º     | Movistar          | 7351     |
| 9.º     | Sunweb            | 7266,95  |
| 10.º    | LottoNL-Jumbo     | 7059     |

- Total de equipas com pontuação: 18 (todos)

## Progresso das classificações
| Corrida                           | Vencedor           | Classificação individual | Classificação por equipas |
| --------------------------------- | ------------------ | ------------------------ | ------------------------- |
| Tour Down Under                   | Daryl Impey        | Daryl Impey              | Mitchelton-Scott          |
| Cadel Evans Great Ocean Road Race | Jay McCarthy       | Daryl Impey              | Mitchelton-Scott          |
| Omloop Het Nieuwsblad             | Michael Valgren    | Daryl Impey              | Mitchelton-Scott          |
| Tour de Abu Dhabi                 | Alejandro Valverde | Daryl Impey              | Quick-Step Floors         |
| Strade Bianche                    | Tiesj Benoot       | Daryl Impey              | Quick-Step Floors         |
| Paris-Niza                        | Marc Soler         | Daryl Impey              | Mitchelton-Scott          |
| Tirreno-Adriático                 | Michał Kwiatkowski | Daryl Impey              | Mitchelton-Scott          |
| Milão-Sanremo                     | Vincenzo Nibali    | Daryl Impey              | Mitchelton-Scott          |
| E3 Harelbeke                      | Niki Terpstra      | Daryl Impey              | Mitchelton-Scott          |
| Volta á Catalunha                 | Alejandro Valverde | Alejandro Valverde       | Mitchelton-Scott          |
| Gante-Wevelgem                    | Peter Sagan        | Alejandro Valverde       | Quick-Step Floors         |
| Através de Flandres               | Yves Lampaert      | Alejandro Valverde       | Quick-Step Floors         |
| Tour de Flandres                  | Niki Terpstra      | Peter Sagan              | Quick-Step Floors         |
| Volta ao País Basco               | Primož Roglič      | Peter Sagan              | Quick-Step Floors         |
| Paris-Roubaix                     | Peter Sagan        | Peter Sagan              | Quick-Step Floors         |
| Amstel Gold Race                  | Michael Valgren    | Peter Sagan              | Quick-Step Floors         |
| Seta Valona                       | Julian Alaphilippe | Peter Sagan              | Quick-Step Floors         |
| Lieja-Bastogne-Lieja              | Bob Jungels        | Peter Sagan              | Quick-Step Floors         |
| Tour de Romandía                  | Primož Roglič      | Peter Sagan              | Quick-Step Floors         |
| Grande Prêmio de Frankfurt        | Alexander Kristoff | Peter Sagan              | Quick-Step Floors         |
| Tour de Califórnia                | Egan Bernal        | Peter Sagan              | Quick-Step Floors         |
| Giro de Itália                    | Chris Froome       | Peter Sagan              | Quick-Step Floors         |
| Critérium do Dauphiné             | Geraint Thomas     | Peter Sagan              | Quick-Step Floors         |
| Volta à Suíça                     | Richie Porte       | Peter Sagan              | Quick-Step Floors         |
| Volta a França                    | Geraint Thomas     | Peter Sagan              | Quick-Step Floors         |
| RideLondon-Surrey Classic         | Pascal Ackermann   | Peter Sagan              | Quick-Step Floors         |
| Clássica de San Sebastián         | Julian Alaphilippe | Peter Sagan              | Quick-Step Floors         |
| Volta à Polónia                   | Michał Kwiatkowski | Peter Sagan              | Quick-Step Floors         |
| BinckBank Tour                    | Matej Mohorič      | Peter Sagan              | Quick-Step Floors         |
| EuroEyes Cyclassics               | Elia Viviani       | Peter Sagan              | Quick-Step Floors         |
| Bretagne Classic                  | Oliver Naesen      | Peter Sagan              | Quick-Step Floors         |
| Grande Prêmio de Quebec           | Michael Matthews   | Peter Sagan              | Quick-Step Floors         |
| Grande Prêmio de Montreal         | Michael Matthews   | Peter Sagan              | Quick-Step Floors         |
| Volta a Espanha                   | Simon Yates        | Simon Yates              | Quick-Step Floors         |
| Giro de Lombardia                 | Thibaut Pinot      | Simon Yates              | Quick-Step Floors         |
| Volta a Turquia                   | Eduard Prades      | Simon Yates              | Quick-Step Floors         |
| Tour de Guangxi                   | Gianni Moscon      | Simon Yates              | Quick-Step Floors         |

## Vitórias no WorldTour

### Vitórias por corredor
- Notas: Em amarelo corredores de equipas de categoria Equipas Profissionais Continentais, equipas continentais e selecções nacionais (não somaram pontuação).

Inclui vitórias em prólogos.
| Posição | Ciclista                | Equipo                        | Etapa | Clássica | Geral | Total |
| ------- | ----------------------- | ----------------------------- | ----- | -------- | ----- | ----- |
| 1.º     | Elia Viviani            | Quick-Step Floors             | 9     | 1        | -     | 10    |
| 2.º     | Simon Yates             | Mitchelton-Scott              | 7     | -        | 1     | 8     |
| 3.º     | Peter Sagan             | Bora-Hansgrohe                | 5     | 2        | -     | 7     |
| 3.º     | Julian Alaphilippe      | Quick-Step Floors             | 5     | 2        | -     | 7     |
| 3.º     | Alejandro Valverde      | Movistar                      | 5     | -        | 2     | 7     |
| 6.º     | Sam Bennett             | Bora-Hansgrohe                | 6     | -        | -     | 6     |
| 6.º     | Pascal Ackermann        | Bora-Hansgrohe                | 5     | 1        | -     | 6     |
| 8.º     | Fernando Gaviria        | Quick-Step Floors             | 5     | -        | -     | 5     |
| 8.º     | Primož Roglič           | LottoNL-Jumbo                 | 3     | -        | 2     | 5     |
| 8.º     | Michał Kwiatkowski      | Sky                           | 3     | -        | 2     | 5     |
| 8.º     | Rohan Dennis            | BMC Racing                    | 5     | -        | -     | 5     |
| 12.º    | Egan Bernal             | Sky                           | 3     | -        | 1     | 4     |
| 12.º    | Geraint Thomas          | Sky                           | 2     | -        | 2     | 4     |
| 12.º    | Michael Matthews        | Sunweb                        | 2     | 2        | -     | 4     |
| 12.º    | Dylan Groenewegen       | LottoNL-Jumbo                 | 4     | -        | -     | 4     |
| 16.º    | Chris Froome            | Sky                           | 2     | -        | 1     | 3     |
| 16.º    | Omar Fraile             | Astana                        | 3     | -        | -     | 3     |
| 16.º    | Arnaud Démare           | Groupama-FDJ                  | 3     | -        | -     | 3     |
| 16.º    | Alexander Kristoff      | UAE Emirates                  | 2     | 1        | -     | 3     |
| 16.º    | Álvaro Hodeg            | Quick-Step Floors             | 3     | -        | -     | 3     |
| 16.º    | Thibaut Pinot           | Groupama-FDJ                  | 2     | 1        | -     | 3     |
| 16.º    | Fabio Jakobsen          | Quick-Step Floors             | 3     | -        | -     | 3     |
| 23.º    | André Greipel           | Lotto Soudal                  | 2     | -        | -     | 2     |
| 23.º    | Marcel Kittel           | Katusha-Alpecin               | 2     | -        | -     | 2     |
| 23.º    | Niki Terpstra           | Quick-Step Floors             | -     | 2        | -     | 2     |
| 23.º    | Jay McCarthy            | Bora-Hansgrohe                | 1     | 1        | -     | 2     |
| 23.º    | Michael Valgren         | Astana                        | -     | 2        | -     | 2     |
| 23.º    | Thomas de Gendt         | Lotto Soudal                  | 2     | -        | -     | 2     |
| 23.º    | Maximilian Schachmann   | Quick-Step Floors             | 2     | -        | -     | 2     |
| 23.º    | Daryl Impey             | Mitchelton-Scott              | 1     | -        | 1     | 2     |
| 23.º    | Adam Yates              | Mitchelton-Scott              | 2     | -        | -     | 2     |
| 23.º    | Richie Porte            | BMC Racing                    | 1     | -        | 1     | 2     |
| 23.º    | Daniel Martin           | UAE Emirates                  | 2     | -        | -     | 2     |
| 23.º    | Nairo Quintana          | Movistar                      | 2     | -        | -     | 2     |
| 23.º    | Tom Dumoulin            | Sunweb                        | 2     | -        | -     | 2     |
| 23.º    | Stefan Küng             | BMC Racing                    | 2     | -        | -     | 2     |
| 23.º    | Magnus Cort             | Astana                        | 2     | -        | -     | 2     |
| 23.º    | Matej Mohorič           | Bahrain Merida                | 1     | -        | 1     | 2     |
| 23.º    | Benjamin King           | Dimension Data                | 2     | -        | -     | 2     |
| 23.º    | Enric Mas               | Quick-Step Floors             | 2     | -        | -     | 2     |
| 23.º    | Gianni Moscon           | Sky                           | 1     | -        | 1     | 2     |
| 42.º    | Caleb Ewan              | Mitchelton-Scott              | 1     | -        | -     | 1     |
| 42.º    | Phil Bauhaus            | Sunweb                        | 1     | -        | -     | 1     |
| 42.º    | Tiesj Benoot            | Lotto Soudal                  | -     | 1        | -     | 1     |
| 42.º    | Jonathan Hivert         | Direct Énergie                | 1     | -        | -     | 1     |
| 42.º    | Wout Poels              | Sky                           | 1     | -        | -     | 1     |
| 42.º    | Jérôme Cousin           | Direct Énergie                | 1     | -        | -     | 1     |
| 42.º    | Rudy Molard             | Groupama-FDJ                  | 1     | -        | -     | 1     |
| 42.º    | Mikel Landa             | Movistar                      | 1     | -        | -     | 1     |
| 42.º    | David de la Cruz        | Sky                           | 1     | -        | -     | 1     |
| 42.º    | Marc Soler              | Movistar                      | -     | -        | 1     | 1     |
| 42.º    | Vincenzo Nibali         | Bahrain Merida                | -     | 1        | -     | 1     |
| 42.º    | Jarlinson Pantano       | Trek-Segafredo                | 1     | -        | -     | 1     |
| 42.º    | Yves Lampaert           | Quick-Step Floors             | -     | 1        | -     | 1     |
| 42.º    | Bob Jungels             | Quick-Step Floors             | -     | 1        | -     | 1     |
| 42.º    | Jakob Fuglsang          | Astana                        | 1     | -        | -     | 1     |
| 42.º    | Tim Wellens             | Lotto Soudal                  | 1     | -        | -     | 1     |
| 42.º    | Enrico Battaglin        | LottoNL-Jumbo                 | 1     | -        | -     | 1     |
| 42.º    | Esteban Chaves          | Mitchelton-Scott              | 1     | -        | -     | 1     |
| 42.º    | Richard Carapaz         | Movistar                      | 1     | -        | -     | 1     |
| 42.º    | Toms Skujiņš            | Trek-Segafredo                | 1     | -        | -     | 1     |
| 42.º    | Tejay van Garderen      | BMC Racing                    | 1     | -        | -     | 1     |
| 42.º    | Mikel Nieve             | Mitchelton-Scott              | 1     | -        | -     | 1     |
| 42.º    | Pello Bilbao            | Astana                        | 1     | -        | -     | 1     |
| 42.º    | Sonny Colbrelli         | Bahrain Merida                | 1     | -        | -     | 1     |
| 42.º    | Christopher Juul-Jensen | Mitchelton-Scott              | 1     | -        | -     | 1     |
| 42.º    | Diego Ulissi            | UAE Emirates                  | 1     | -        | -     | 1     |
| 42.º    | Søren Kragh Andersen    | Sunweb                        | 1     | -        | -     | 1     |
| 42.º    | John Degenkolb          | Trek-Segafredo                | 1     | -        | -     | 1     |
| 42.º    | Georg Preidler          | Groupama-FDJ                  | 1     | -        | -     | 1     |
| 42.º    | Taco van der Hoorn      | Roompot-Nederlandse Loterij   | 1     | -        | -     | 1     |
| 42.º    | Jasper Stuyven          | Trek-Segafredo                | 1     | -        | -     | 1     |
| 42.º    | Gregor Mühlberger       | Bora-Hansgrohe                | 1     | -        | -     | 1     |
| 42.º    | Oliver Naesen           | Ag2r La Mondiale              | -     | 1        | -     | 1     |
| 42.º    | Simon Clarke            | EF Education First-Drapac     | 1     | -        | -     | 1     |
| 42.º    | Nacer Bouhanni          | Cofidis, Solutions Crédits    | 1     | -        | -     | 1     |
| 42.º    | Tony Gallopin           | Ag2r La Mondiale              | 1     | -        | -     | 1     |
| 42.º    | Alessandro De Marchi    | BMC Racing                    | 1     | -        | -     | 1     |
| 42.º    | Alexandre Geniez        | Ag2r La Mondiale              | 1     | -        | -     | 1     |
| 42.º    | Óscar Rodríguez         | Euskadi Basque Country-Murias | 1     | -        | -     | 1     |
| 42.º    | Michael Woods           | EF Education First-Drapac     | 1     | -        | -     | 1     |
| 42.º    | Jelle Wallays           | Lotto Soudal                  | 1     | -        | -     | 1     |
| 42.º    | Maximiliano Richeze     | Quick-Step Floors             | 1     | -        | -     | 1     |
| 42.º    | Alexey Lutsenko         | Astana                        | 1     | -        | -     | 1     |
| 42.º    | Eduard Prades           | Euskadi Basque Country-Murias | -     | -        | 1     | 1     |
| 42.º    | Matteo Trentin          | Mitchelton-Scott              | 1     | -        | -     | 1     |

### Vitórias por equipa
- Notas: Em amarelo equipas Profissionais Continentais.

Inclui vitórias em CRE.
| Posição                     | Equipo                        | Vitórias |
| --------------------------- | ----------------------------- | -------- |
| 1.º                         | Quick-Step Floors             | 37       |
| 2.º                         | Bora-Hansgrohe                | 22       |
| 3.º                         | Sky                           | 21       |
| 4.º                         | Mitchelton-Scott              | 17       |
| 5.º                         | BMC Racing                    | 14       |
| 6.º                         | Movistar                      | 12       |
| 7.º                         | Astana                        | 10       |
| 7.º                         | LottoNL-Jumbo                 | 10       |
| 9.º                         | Sunweb                        | 8        |
| 9.º                         | Groupama-FDJ                  | 8        |
| 11.º                        | Lotto Soudal                  | 7        |
| 12.º                        | UAE Emirates                  | 6        |
| 13.º                        | Trek-Segafredo                | 4        |
| 13.º                        | Bahrain Merida                | 4        |
| 15.º                        | Ag2r La Mondiale              | 3        |
| 16.º                        | Katusha-Alpecin               | 2        |
| 16.º                        | Direct Énergie                | 2        |
| 16.º                        | Dimension Data                | 2        |
| 16.º                        | EF Education First-Drapac     | 2        |
| 16.º                        | Euskadi Basque Country-Murias | 2        |
| 21.º                        |                               |          |
| Roompot-Nederlandse Loterij | 1                             |          |
| Cofidis, Solutions Crédits  | 1                             |          |

### Vitórias por países
- Incluem-se as vitórias em contrarrelógio por equipas.

| Posição | Equipa         | Vitórias |
| ------- | -------------- | -------- |
| 1.º     | França         | 19       |
| 1.º     | Espanha        | 19       |
| 3.º     | Grã-Bretanha   | 18       |
| 3.º     | Itália         | 18       |
| 5.º     | Colômbia       | 16       |
| 6.º     | Austrália      | 15       |
| 7.º     | Alemanha       | 14       |
| 8.º     | Países Baixos  | 13       |
| 9.º     | Bélgica        | 8        |
| 9.º     | Irlanda        | 8        |
| 11.º    | Eslováquia     | 7        |
| 11.º    | Dinamarca      | 7        |
| 11.º    | Eslovénia      | 7        |
| 14.º    | Estados Unidos | 6        |
| 15.º    | Polónia        | 5        |
| 16.º    | Noruega        | 3        |
| 17.º    | África do Sul  | 2        |
| 17.º    | Suíça          | 2        |
| 17.º    | Áustria        | 2        |
| 20.º    | Luxemburgo     | 1        |
| 20.º    | Equador        | 1        |
| 20.º    | Letónia        | 1        |
| 20.º    | Canadá         | 1        |
| 20.º    | Argentina      | 1        |
| 20.º    | Cazaquistão    | 1        |

## Ranking Mundial (UCI World Ranking)
Esta é a classificação oficial do Ranking Mundial da UCI depois da disputa do Tour de Guangxi:
Nota: ver Baremos de pontuação

### Classificação individual
| Posição | Corredor           | Equipa            | Pontos  |
| ------- | ------------------ | ----------------- | ------- |
| 1.º     | Alejandro Valverde | Movistar          | 4168    |
| 2.º     | Simon Yates        | Mitchelton-Scott  | 3160    |
| 3.º     | Elia Viviani       | Quick-Step Floors | 3106    |
| 4.º     | Peter Sagan        | Bora-Hansgrohe    | 3092    |
| 5.º     | Julian Alaphilippe | Quick-Step Floors | 2991,12 |
| 6.º     | Geraint Thomas     | Sky               | 2777,25 |
| 7.º     | Greg Van Avermaet  | BMC Racing        | 2744,47 |
| 8.º     | Tom Dumoulin       | Sunweb            | 2693,86 |
| 9.º     | Tim Wellens        | Lotto Soudal      | 2663    |
| 10.º    | Romain Bardet      | Ag2r La Mondiale  | 2545    |

### Classificação por países
| Posição | País          | Pontos   |
| ------- | ------------- | -------- |
| 1.º     | Bélgica       | 14502,02 |
| 2.º     | França        | 13628,12 |
| 3.º     | Itália        | 12142,76 |
| 4.º     | Espanha       | 11942,06 |
| 5.º     | Países Baixos | 11451,44 |
| 6.º     | Grã-Bretanha  | 10585,45 |
| 7.º     | Colômbia      | 9470,66  |
| 8.º     | Austrália     | 8339,98  |
| 9.º     | Dinamarca     | 6984,03  |
| 10.º    | Alemanha      | 6859,14  |